# Geeuw (rivier)
De Geeuw (Fries en officieel: De Geau) is een rivier in de provincie Friesland tussen de steden Sneek en IJlst.
De Geeuw is een onderdeel van de verbinding Sneekermeer-Heegermeer en wordt zodoende erg druk bevaren in de zomer. In Sneek markeert de brug over de Stadsgracht van de Jousterkade/Oppenhuizerweg het eindpunt van de rivier. De Stadsgracht gaat over in het Zomerrak. Vlak buiten het centrum van de stad Sneek was de Geeuwbrug, een van de vijf bruggen over de rivier. Op dat punt kruisten de Stadsrondweg Zuid en de rivier elkaar. De Geeuwbrug was de grootste overbrugging over de rivier, met een hoogte van 3 meter 16 en een breedte van 9 meter. In 2008 werd deze brug vervangen door het Aquaduct De Geeuw. De A7 en de Geeuw kruisen hier nu elkaar. Ten westen van IJlst, bij Nijezijl, gaat de rivier over in het Wijddraai.
Markante bouwwerken aan de rivier zijn onder andere de Terpensmole en de houtzaagmolen De Rat in IJlst en de Waterpoort in Sneek. De Geeuw maakt deel uit van de route van de Elfstedentocht.

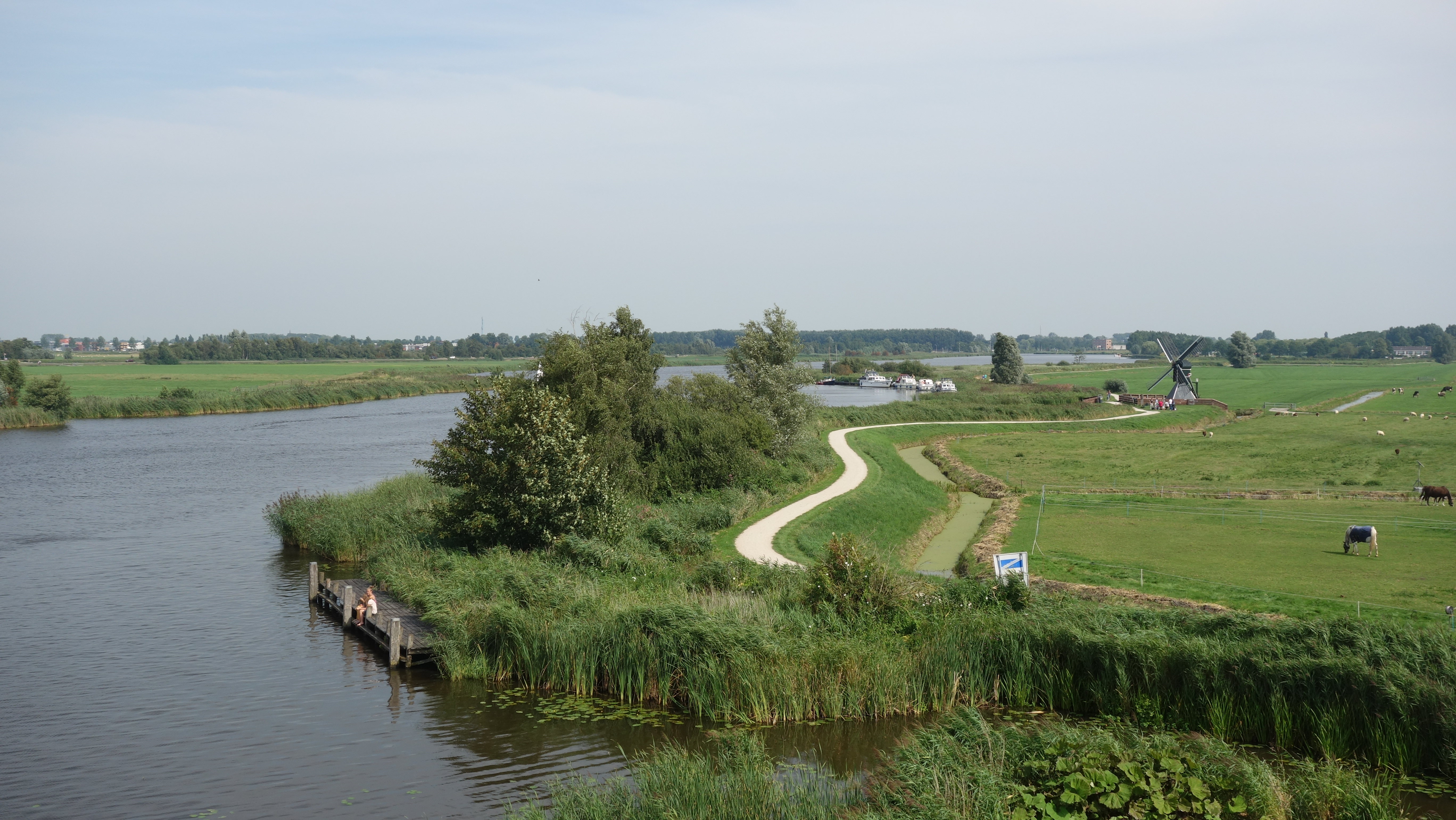
De Geeuw met de Terpensmole bij IJlst

Zwette · Stadsgracht (Sneek) · Geeuw · Wijddraai · Wijde Wijmerts · Nauwe Wijmerts · Noorder Ee · Ee (Woudsend) · Slotermeer · Slotergat · Slotermeer · Luts · Van Swinderenvaart · Spookhoekstervaart · Rijstervaart · Oud-Karre · Johan Frisokanaal · Morra · Johan Frisokanaal · Noorderdijkvaart · Het Wijd · De Gronzen · Indijk · Zijlroede (Hindeloopen) · Oude Oostervaart · Dijkvaart · Horsa · Burevaart · Diepe Dolte · Workumertrekvaart · Het Kruiswater · Stadsgracht (Bolsward) · Witmarsumervaart · Harlingervaart · Bolswardervaart · Zuidoostersingel · Noordoostersingel · Noordergracht (Harlingen) · Van Harinxmakanaal · Sexbierumervaart · Noordergracht (Franeker) · Dongjumervaart · Ried · Berlikumerwijd · Moddergat · Wierzijlsterrak · Blikvaart · Zuidhoekstervaart · Ouwe Rij · Leistervaart · Finkumervaart · Dokkumer Ee · Het Kleindiep · Dokkumer Ee · Oudkerkstervaart · Murk · Ouddeel · Bonkevaart (finish)